# Castell de Goueled ar Forest
El castell de Guàrdia Alegre (en francès Château de Joyeuse Garde, en bretó Kastell Goueled ar Forest) és un castell de la llegenda artúrica.
| « | Conegut en el passat amb el nom del castell de «Guàrdia Dolorosa», lloc d'exaccions i delictes comesos per gegants assedegats de sang, l'intrèpid cavaller Lancelot du Lac va aconseguir lliurar-lo, i des de llavors pren el nom de «Guàrdia Alegre». | » |

A partir del segle xv, s'identifica amb el castell situat en un lloc anomenat Goelforest en La Forest-Landerneau, a Finistère.
Aquest castell del segle xii està classificat com a Monument històric des del 6 d'octubre de 1975.

## Història
A la mort del seu pare, el 27 de setembre de 1179, el duc Geoffroy II de Bretanya, va prendre la castellania de Lanmeur-Morlaix i la va integrar al domini ducal. Després, per debilitar la casa de Léon, decideix dividir els seus dominis i atribueix a Hervé, el segon fill de Guyomarch IV de Léon, Landerneau i les seves dues fortaleses. Sembla que va ser Hervé I de León qui va construir el Château de Joyeuse Garde a finals del segle xii o principis del segle xiii sobre una fortalesa del segle vi. Sens dubte va ser reconstruït en aquell moment, o almenys gairebé restaurat per complet, perquè no existeixen vestigis de construccions d'abans del segle xii. Aquesta nova fortalesa va ser coneguda amb el nom de «castell del Bosc».
Entre el juny i juliol de 1341, el castell és assetjat per Joan de Montfort durant la Guerra de Successió bretona. Després que Hervé I de Léon donés suport a Charles de Blois, les tropes angleses van desembarcar a Brest sota les ordres de Gautier de Mauny: van prendre la fortalesa i massacrar la guarnició abans d'instal·lar-se allí. Més tard, el castell va ser recuperat per Gerard de Malain, un dels oficials de Charles de Blois. El setembre del 1342, 260 vaixells britànics van desembarcar la força expedicionària del duc de Northampton, cap de l'exèrcit del rei Eduard III d'Anglaterra. Tres vaixells anglesos van pujar pel riu Elorn i es van apropar al «castell del Bosc», abandonat per la seva guarnició.
El 1363, el castell de Joyeuse Garde entra al casal de Rohan, després de la mort d'Hervé VIII de Léon. L'hereva de la finca és Jeanne (la seva germana), esposa del vescomte Jean I de Rohan. Al 1373, Du Guesclin va col·locar una guarnició francesa al castell de Joyeuse Garde. Cap a 1375, les tropes del duc de Bretanya Joan IV, ajudats pels anglesos, prenen el castell de Joyeuse Garde. La propietat de la família Rohan és confiscada el 1470 pel duc de Bretanya. Algunes fonts diuen que Joyeuse Garde ja estava en ruïnes a principis del segle xv.
Al 1490, el castell de Joyeuse Garde va ser desmantellat per ordre del rei Carles VIII de França. Una confessió feta per René I de Rohan-Gié, el 13 d'octubre de 1549, esmenta el «castell en ruïnes de Joyeuse Garde». Una confessió feta pel duc Lluís I de Rohan Chabot al rei Lluís XIV de França al 1695 afirma que «els castells i fortaleses de La Roche-Morice i Joyeuse Garde estaven en ruïnes...».
El 18 d'octubre de 1788, el duc Lluís Maria Bretanya de Rohan-Chabot concedeix a Guillaume Rannou un contracte d'arrendament de 9 anys, a un preu de 24 lliures franceses, pel «castell de Joyeuse Garde, que consta de dues cases cobertes de ginesta d'escombres…». El castell es ven el 25 d'agost de 1802 al baró Louis Henri Janzé. El 22 de novembre de 1814, el baró Louis Henry Janzé reprèn a Alexandre-Louis-Auguste de Rohan-Chabot, duc de Rohan, «tots els béns immobles i drets que conformen la finca de León, consistent, que jo sàpiga... una casa dolenta a les ruïnes del castell de Joyeuse Garde, municipi de Laforest, barri de Brest...».
L'indret es lloga de 1833 a 1842 al baró Barchou (pare), de 1847 a 1856 al baró Barchou (fill) i de 1856 a 1865 a Mme. Violette. Actualment el castell és de propietat privada.

## Descripció
En Le Guide du voyageur dans le département du Finistère (La Guia del viatger al departament de Finistère), Chevalier de Fréminville descriu aquest castell:
| « | Seguint els marges de l'Elorn, i pujant per sobre de la cala de Kerhuon, arribem a les ruïnes d'aquest castell de Joyeuse Garde, tan famós en les cròniques de la Taula rodona i fins i tot en llegendes dels sants bretons: alguns trams de murs, fonaments a terra, el peu de les torres i la circumval·lació de les rases, finalment l'arcada ogival del portal és tot el que en queda avui. Aquestes restes són prou per poder reconèixer tot el pla, que era una plaça llarga, flanquejada per cinc torres, una a cada cantonada i la cinquena part central d'un dels laterals de la plaça. | » |

Enmig de les ruïnes hi ha una volta de pedra subterrània, però l'obertura està gairebé completament bloquejada. Chevalier de Fréminville també descriu aquesta volta subterrània en el seu llibre: 
| « | Estaríem molt equivocats si penséssim que les restes actuals d'aquest castell són les de l'edifici que existia en els dies de Lancelot i sant Ténénan. Tot el que veiem indica una reconstrucció que es remunta al segle xii, amb l'excepció d'un passatge subterrani que té l'entrada al costat oriental del castell i que és probablement del moment de la seva fundació primitiva al segle vi. Es troba voltat en tota la seva longitud, semicircular i sense pilars. Es tracta d'unes cinquanta toises (100 m) d'extensió, i està il·luminat per tres costats molt amplis que es veuen al costat dret, i que actualment estan obstruïts per fora. | » |

## Galeria d'imatges

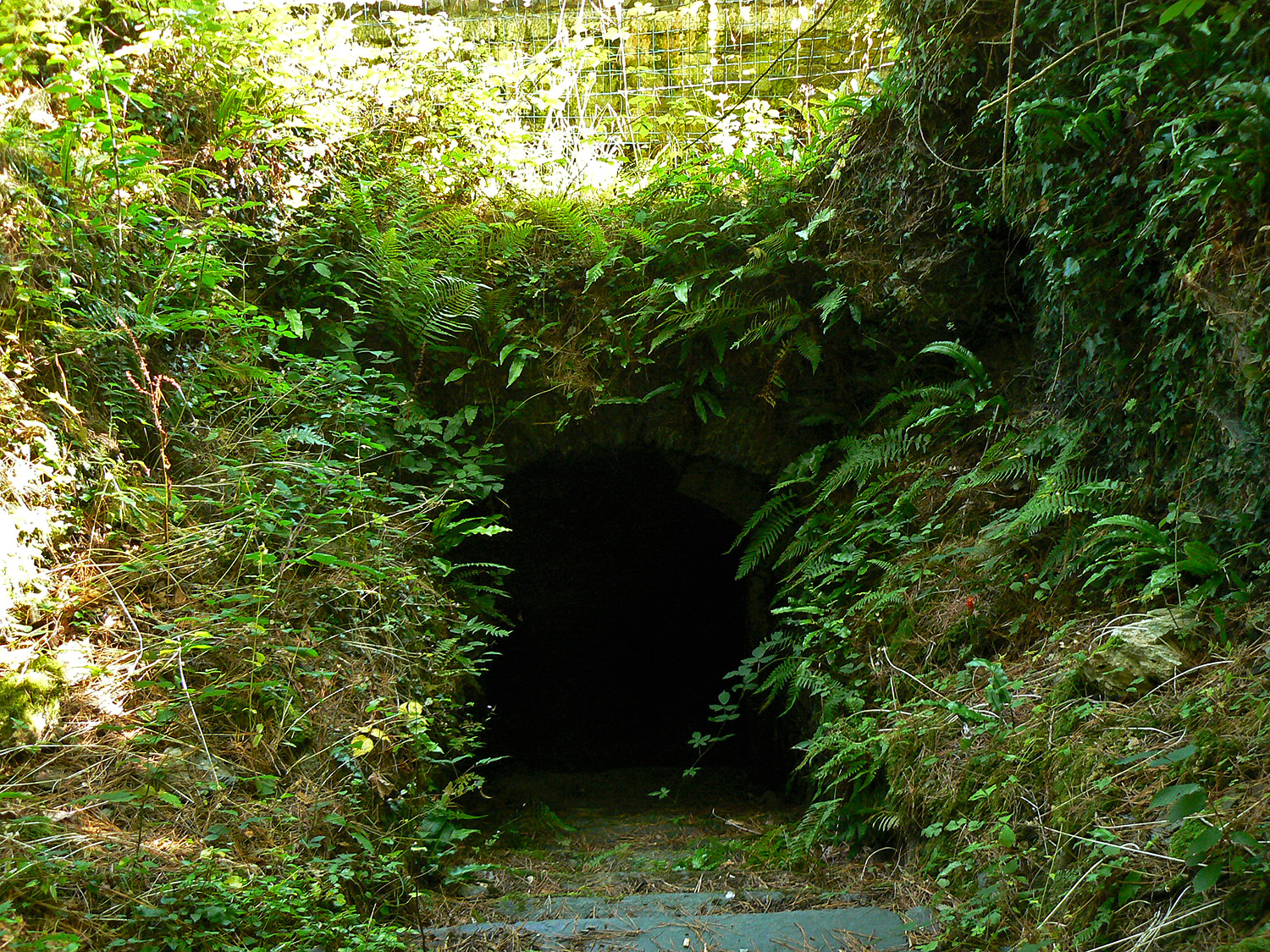
Entrada a la volta subterrània
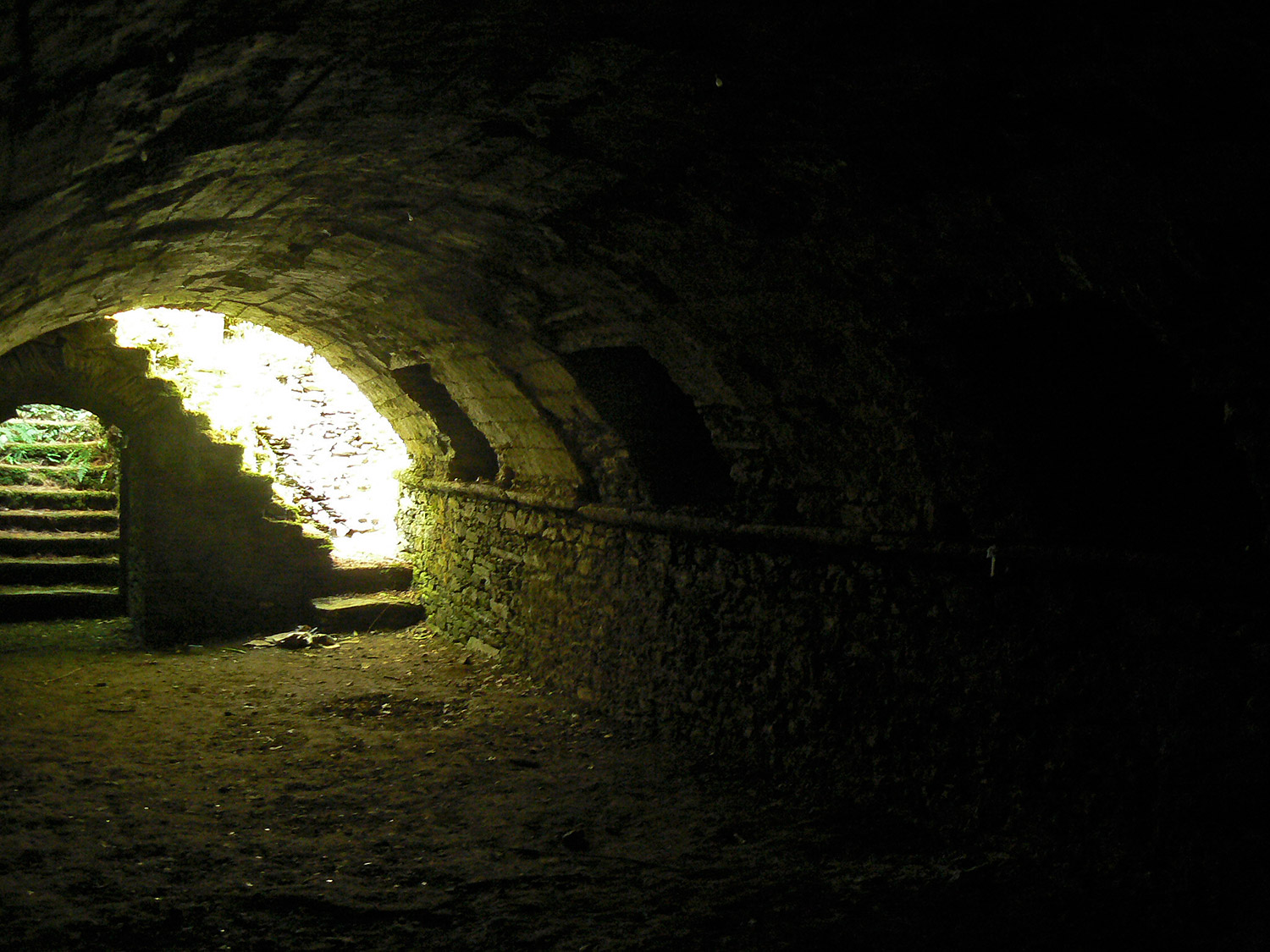
Volta subterrània
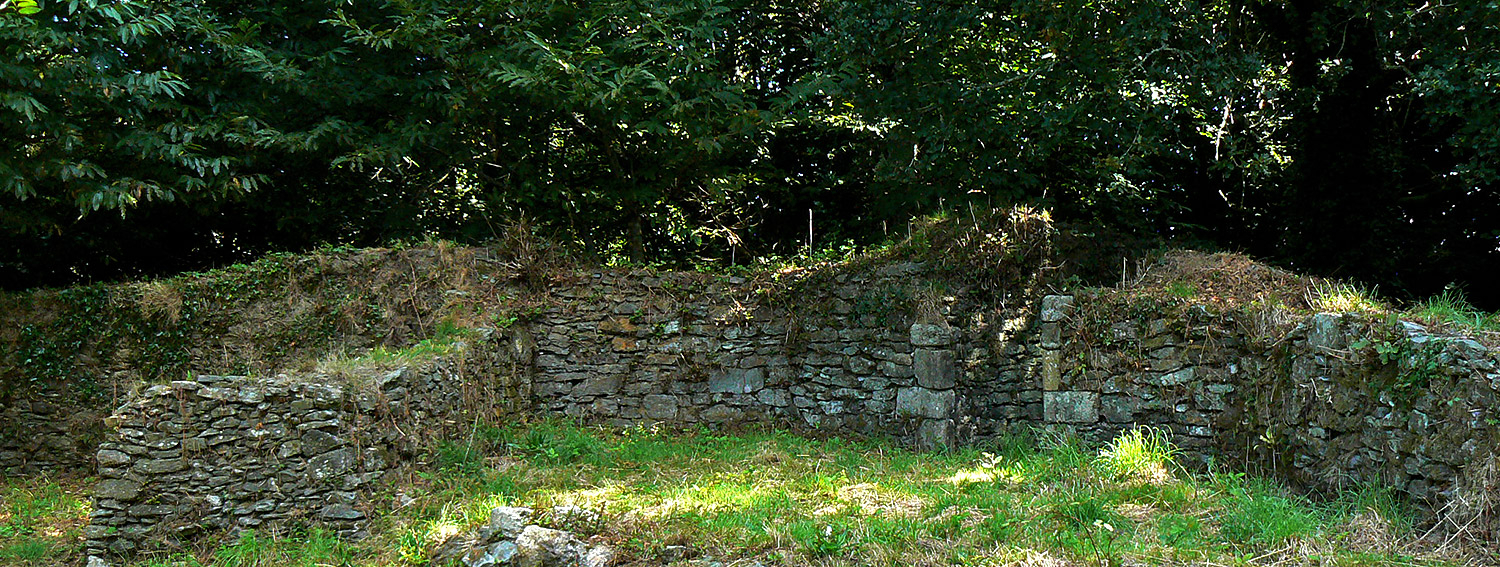
Ruïnes del mur